# 豐原城隍爺廟

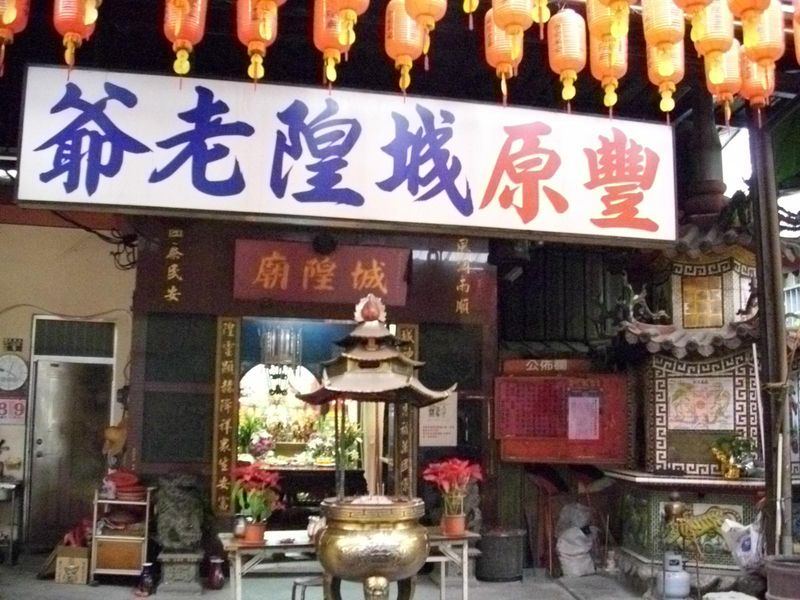
豐原城隍廟廟門口

豐原城隍爺廟建於清朝咸豐年間（1851年至1856年），早稱墩腳城隍爺廟及豐原墩腳城隍爺廟。守護葫蘆墩（豐原）將近三甲子，跨越了清代、日治時期和民國年代。廟址位於台中市豐原區富春里第一市場附近，主神為城隍，並安奉陰陽司、六司（糾察司、樂善司、延壽司、速報司、增祿司、罰惡司）、觀音媽、文昌帝君和武財神等。豐原城隍爺廟為台中地區首座城隍廟。

## 沿革
豐原城隍爺廟的開基老祖是為泥塑城隍老爺神像，於清朝咸豐年間由中國福建渡海來台，目前仍恭奉於主殿之中。
1856年建廟於葫蘆墩之墩腳的土墩後方，始稱墩腳城隍老爺廟。
1920年隨葫蘆墩地名變更成豐原，遂將廟名變更為豐原墩腳城隍廟。
1967年根據多數信眾為豐原地區的基礎下，再改名為豐原城隍爺廟，並沿用到現在。

## 慶典與祭祀

### 城隍爺誕辰繞境巡庄
自建廟後不久即有豐原迎城隍的遶境活動，至今已超過百餘年，根據張麗俊所撰日記中的記載。最早是訂於每年農曆6月15日城隍老爺聖誕當天遶境豐原老街市區。至1928年起，新竹都城隍廟開始作客參與遶境活動。1967年起，擴大辦理改成農曆6月14日舉辦遶境，活動並延續至6月15日。每年城隍遶境相關活動，前後約一個月左右時間籌備和進行，聖誕前兩周會預先舉行豐原區外緣街區遶境，供非市區中心信徒祭祀賜福。各地城隍等宮廟來豐原作客，參與農曆6月14日到15日的豐原迎城隍祭遶境活動。
在遶境活動中，豐原腳城隍爺會搭日式神轎，並由18名穿著日式浴衣轎夫進行巡庄活動。富有東洋味的陣頭，這是日治時期對台灣在地宗教的箝制，經變通後所遺留的文化遺產。同時也連結台、閩、日等地在宗教祭祀禮儀文化上的融合，是台灣罕見的慶典遶境儀式及場景。根據《水竹居主人日記》記載內容有提及在1932年豐原城隍出巡遶境。遶境是以葫蘆墩四座舊城門為主，範圍有豐原區的中正路與源豐路路口、三民路與源豐路的五叉路口、漢忠醫院前及豐原第一公有市場城隍廟牌樓。繞境隊伍會有來自於全台各地城隍廟參與遊街，包含有基隆護國城隍廟、松山霞海城隍廟、新竹都城隍廟、草屯惠德宮、屏東潮州城隍廟、臺東都城隍廟等陣頭隨隊參與。透過繞境活動，祈求風調雨順、國泰民安，地方繁榮、合境平安，以穩定民心。

### 中元普渡法會
每年農曆七月下旬廟方會舉辦一連三天的慈悲三昧水懺法會，進行超拔先靈（祭祖）以及超渡冤親債主、地基主和嬰靈等祭拜儀式，法會第三天下午設立祭壇呈上貢桌普渡亡魂（好兄弟）。